# Stuck on You (Lionel Richie)
Stuck on You è una canzone pop-country pop, scritta ed incisa dal cantante statunitense Lionel Richie nel 1983 e facente parte dell'album Can't Slow Down.

## Descrizione

### Testo
(Stuck on You, 1983)
Il brano parla di un uomo innamorato, che non vede l'ora di tornare a casa dalla sua amata.

## Tracce
45 giri
1. Stuck on You – 3:10
2. Round and Round – 4:48

45 giri maxi
1. Stuck on You – 3:10
2. Round and Round – 4:48
3. Tell Me – 5:28

## Classifiche

### Classifiche settimanali
| Classifica (1984)                | Posizione massima |
| -------------------------------- | ----------------- |
| Australia                        | 24                |
| Belgio (Fiandre)                 | 13                |
| Canada                           | 3                 |
| Finlandia                        | 22                |
| Germania                         | 45                |
| Irlanda                          | 2                 |
| Nuova Zelanda                    | 26                |
| Paesi Bassi                      | 18                |
| Regno Unito                      | 12                |
| Stati Uniti                      | 3                 |
| Stati Uniti (adult contemporary) | 1                 |
| Stati Uniti (country)            | 24                |
| Stati Uniti (R&B)                | 8                 |
| Svizzera                         | 26                |

### Classifiche di fine anno
| Classifica (1984) | Posizione |
| ----------------- | --------- |
| Canada            | 34        |
| Stati Uniti       | 32        |

## La versione dei 3T
Una versione del brano fu incisa nel 2002 dal gruppo musicale statunitense 3T, nipoti di Michael Jackson, e pubblicata come singolo l'anno seguente. Il brano fu incluso nel loro secondo album in studio, Identity, del 2004.